# Moon Light 〜おもいでのはじまり〜
『Moon Light 〜おもいでのはじまり〜』（ムーンライト おもいでのはじまり）は、2000年2月25日にClearより発売された18禁恋愛アドベンチャーゲームである。
2003年7月25日にシステムの変更、シナリオ、音声、CGを追加したMoon Light Renewalが
発売されている

## ストーリー
廃校になる学園が舞台である。

## 登場人物
新貝 光輝（しんがい こうき）
本作の主人公。
両親が転勤のため一人暮らしである。
岡崎 汐音（おかざき しおね）
声：関和美
主人公の幼い頃からの幼馴染。
氷沼 悠理（ひぬま ゆうり）
声：籐野らん
クラスメイトでアパートのお隣さん、資産家の娘。
片瀬 美姫（かたせ みき）
声：加乃みるく
一つ下の後輩。
菜々村 沙祐瑠（ななむら さゆり）
声：如月葵
アパートのお隣さんで、私設秘書。
楠 香耶（くすのき かや）
声：榎津まお
剣道部の先輩。
大竹 幸秀（おおたけ ゆきひで）
声：石塚堅
主人公のクラスメイトで悪友。
妹が一人いる。

## スタッフ
- 企画：秋津環
- 原画：Rけん（りょうもとけん）
- シナリオ：秋津環、さとぴぃ
- 音楽：Clapsrap
- オープニングテーマ :『陽のあたる橋』
  - 歌：寺田はるひ
  - 作詞：Clear
- エンディングテーマ：『映す 想い 過去』
  - 歌：寺田はるひ
  - 作詞：Clear